# Consiliile militare ale Forțelor Democratice Siriene

Steagul Forțelor Democratice Siriene

În timpul anului 2016, Forțele Democratice Siriene (FDS) au stabilit patru consilii militare separate (din care trei în Regiunea Shahba) pentru a facilita și conduce operațiunile militare. în decembrie 2016, cele patru consilii militare erau localizate în Manbij, Al-Bab, Jarabulus și Deir ez-Zor (singurul din afara Regiunii Shahba).

## Consiliul Militar Manbij

### Istoric
Ofensiva Manbij a inclus Consiliul Militar Manbij, forțe speciale americane și o implicare minimală a YPG și YPJ. Trupele de la sol au fost sprijinite de lovituri aeriene ale coaliției internaționale. Luptătorii FDS erau în majoritate arabi. În timpul ofensivei, un luptător FDS a rezumat situația grupării: „avem arabi, kurzi, nimeni nu știe exact câți, luptăm cu toții în forțele FDS”.

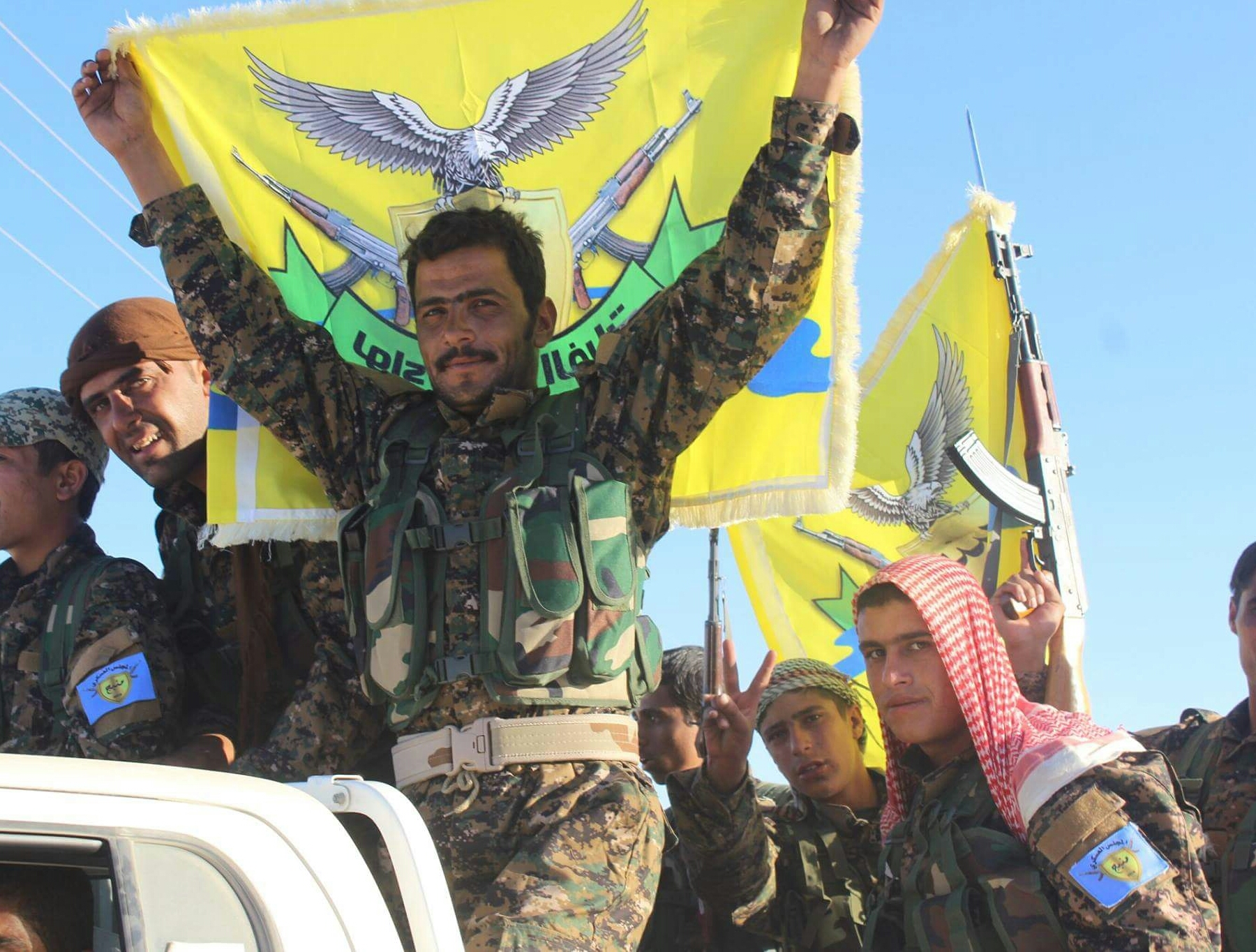
Luptători ai Brigăzii de Eliberare a Eufratului, parte a Consiliului Militar Manbij, în Manbij.

Pe 5 aprilie 2016, un consiliu civil a fost format în orașul Sarrin din persoane originare din Manbij care au fugit atunci când Statul Islamic în Irak și Levant (SIIL) a preluat orașul. Consiliul era alcătuit din kurzi, turkmeni și cerchezi și a fost creat pentru a administra Manbijul după capturarea lui.
Comandantul Consiliului Militar Manbij, Abu Layla, a murit din cauza rănilor suferite în schimburile de focuri din Manbij, în timpul luptelor contra Statului Islamic. El a fost succedat de Muhammad Mustafa („Abu Adel”).
Pe 19 august 2016, Consiliul Militar Manbij a emis o proclamație prin care anunța că a preluat de la YPG și YPJ asigurarea securității centrului Manbijului și a satelor din împrejurimi, deși unii din luptătorii acestor grupări au rămas în zonă pentru a continua să antreneze trupele Consiliului și pentru a efectua alte misiuni de sprijin.
La începutul lui noiembrie 2016, un „batalion” a dezertat din Legiunea Sham și s-a alăturat Consiliului Militar Manbij.
Pe 17 noiembrie 2016, ultimii militari ai YPG și YPJ au părăsit Manbijul, lăsând Consiliului întreaga misiune de asigurare a securității zonei și de antrenare a trupelor.
Pe 2 martie 2017, Consiliul Militar Manbij a predat un teritoriu extins armatei siriene cu scopul de a crea o zonă-tampon între Forțele Democratice Siriene și rebelii sprijiniți de Turcia. Consiliul a publicat o declarație care afirma că „apărarea civililor și protejarea lor de efectele adverse ale războiului, asigurarea securității în Manbij și împiedicarea planurilor de invazie ale armatei turce pe pământ sirian sunt scopurile pe care ni le-am însușit în numele tuturor oamenilor care trăiesc pe tărâmul Siriei”. Declarația mai susținea că:
„Pentru a atinge aceste obiective [protejarea Manbijului] am transferat, după încheierea unei alianțe cu Rusia, apărarea liniei la vest de Manbij – unde se găsesc satele dintre noi și grupările de gangsteri [Armata Siriană Liberă, Ahrar al-Sham] afiliate armatei turce – forțelor statului sirian.”
și că:
„FDS au cedat acest teritoriu aflat la vest de Manbij deoarece e clar că există limite ale situațiilor în care Statele Unite vor interveni în favoarea intereselor FDS la vest de Eufrat.”
Pe 17 aprilie 2017 s-a făcut public faptul că 200 de luptători ai Consiliului vor participa la Bătălia de la Tabqa pentru a cuceri Al-Thawrah, ca parte a mai extinsei Campanii Raqqa. Pe 24 mai 2017, un număr suplimentar de 2.200 de luptători a fost trimis să acționeze în cadrul fazei a patra a Campaniei Raqqa.
Consiliul Militar Manbij a luptat în Bătălia de la Raqqa din prima zi, 6 iunie 2017. Pe 29 august, Adnan Abu Amjad, comandant general al Consiliului, a fost ucis în luptă în cursul bătăliei.
Pe 17 septembrie 2017, Muhammad Mustafa Ali, cunoscut sub pseudonimul de luptă „Abu Adel”, a fost numit comandant general al Consiliului Militar Manbij, succedându-i lui Adnan Abu Amjad.

## Consiliul Militar Al-Bab

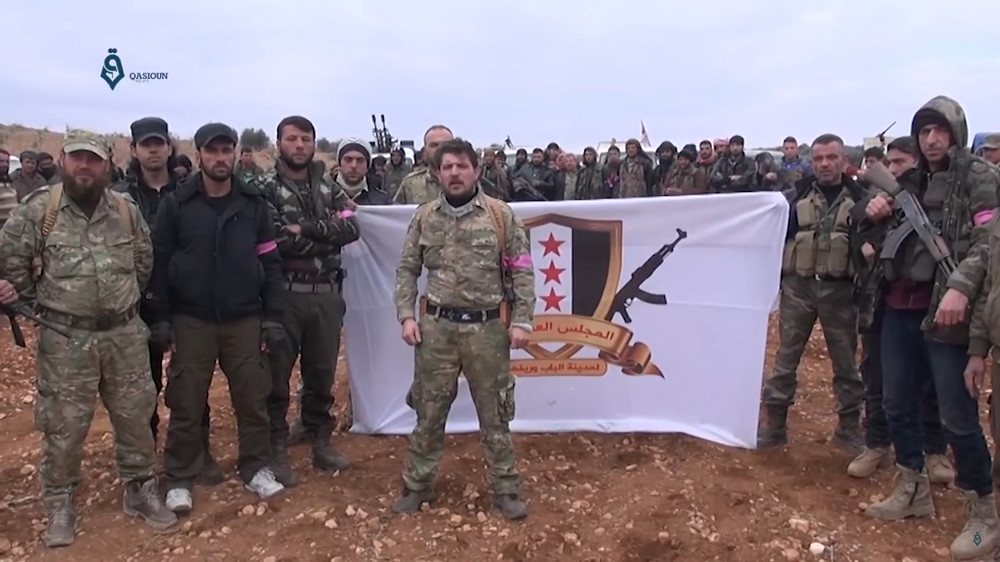
Luptători ai Consiliului Militar Al-Bab înființat de Turcia, rival celui înființat de FDS.

Consiliul Militar Al-Bab a fost format pe 14 august 2016, la Erbil, în Kurdistanul Irakian, de către șapte facțiuni mici afiliate Forțelor Democratice Siriene, cu scopul capturării de la Statul Islamic a orașului Al-Bab, situat la vest de Manbij și „un simbol al revoluției și fundația unei Sirii democratice, libere și pluraliste”. La acea dată, presa kurdă admitea totuși că rezistența Statului Islamic în Al-Bab, oraș cu 69.000 de locuitori, majoritatea arabi suniți, va fi îndârjită și că eliberarea orașului nu se afla pe agenda politică a administrației Obama. Aceasta era mai degrabă interesată de succesul operațiunilor antiteroriste în „capitalele” Statului Islamic Raqqa și Mosul, iar Al-Bab se afla „în altă direcție”.
Eliberarea orașului Al-Bab avea totuși și un scop strategic pentru forțele kurde, majoritare în FDS, pentru că ar fi permis unirea teritoriilor pe care le controlau în nord-estul Siriei cu regiunea kurdă Afrin din nord-vest.
Consiliul Militar a solicitat sprijin militar american, iar forțele FDS din ceea ce avea ulterior să devină Cantonul Afrin au lansat o ofensivă în provincie, la vest de Al-Bab, deși erau conștiente că acest lucru ar fi putut declanșa o intervenție militară turcă. Turcia nu vedea cu ochi buni consolidarea puterii kurzilor la sudul graniței sale și se opunea unirii teritoriilor controlate de aceștia.
Ofensiva turcă a început, într-adevăr, pe 26 august 2016. Trupele turce, sprijinite de tancuri, aviație, forțe speciale și grupări siriene aliate, au atacat simultan în drumul lor spre Al-Bab poziții ale Statului Islamic și poziții ale Forțelor Democratice Siriene. În fața unei armate superioare și mult mai bine înarmate, luptătorii FDS au fost obligați să se retragă, abandonând ideea eliberării orașului Al-Bab. Rebelii sirieni pro-turci au înființat la rândul lor un Consiliu Militar Al-Bab și au ajuns la periferiile de nord ale orașului pe 14 noiembrie 2016. Din cauza rezistenței puternice a Statului Islamic și a refuzului Statelor Unite de a sprijini cu lovituri aeriene forțele pro-turce, Turcia a apelat la ajutor militar rusesc, însă chiar și în aceste condiții, rebelii pro-turci nu au putut captura Al-Bab decât pe 23 februarie 2018, împreună cu orașele Qabasin și Bizaah.
Pe 31 octombrie 2016, în cadrul Consiliului Militar Al-Bab a fost înființat un batalion cu personal complet feminin.

## Consiliul Militar Jarabulus
Consiliul Militar Jarabulus este o coaliție a Forțelor Democratice Siriene din Regiunea Shahba formată din luptători locali, originari din orașul Jarabulus și din regiunea înconjurătoare, care au fugit din calea Statului Islamic.
Abdel Sattar al-Jader, conducătorul inițial al Consiliului Militar Jarabulus și comandantul Brigăzilor Eufrat din Jarabulus, a fost asasinat chiar înainte de Intervenția militară turcă în Siria, iar Forțele Democratice Siriene au acuzat serviciile secrete militare turce de organizarea asasinatului.

## Consiliul Militar Deir ez-Zor

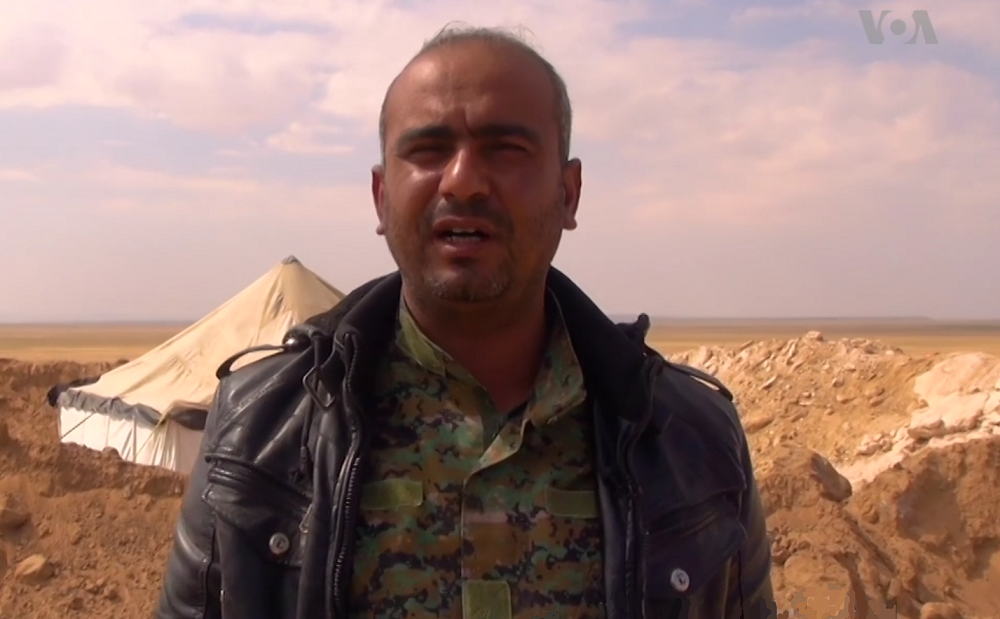
Rashid Abu Khawla, cunoscut și ca Ahmad Abu Khawla, este comandantul suprem al Consiliului Militar Deir ez-Zor.

Consiliul Militar Deir ez-Zor a fost creat pe 8 decembrie 2016, în timpul unei conferințe a Forțelor Democratice Siriene desfășurate la Al-Hasaka. Membrii provin din resturile fostului consiliu cu același nume al Armatei Siriene Libere, alungați din oraș de Statul Islamic în 2014 și care s-au alăturat FDS în noiembrie 2016.
Pe 11 decembrie, consiliul a declarat că, după finalizarea celei de-a doua faze a ofensivei din nordul orașului Raqqa, își va concentra atenția pe eliberarea Guvernoratului Deir ez-Zor.
Pe 25 august 2017, 800 de luptători au părăsit gruparea Forțelor de Elită și s-au integrat complet în rândurile Consiliului Militar Deir ez-Zor. Luptătorii, care au acuzat Forțele de Elită de corupție, erau grupați în 7 unități din triburile al-Baggara și al-Shaitat staționate în zonele rurale din estul Raqqăi și sudul Al-Hasaka.
Pe 23 septembrie 2017, forțe ale Consiliului Militar Deir ez-Zor au capturat de la Statul Islamic câmpul de gaze naturale Koniko, cel mai mare din Siria. Luptele pentru Koniko au durat două zile, iar Consiliul Militar Deir ez-Zor a reușit să ocupe câmpul înaintea armatei regimului sirian, care se îndrepta spre regiune având același obiectiv.